# Zwillingstürme (Ramat Gan)
Die Zwillingstürme (hebräisch מִגְדָּלֵי הַתְּאוֹמִים Migdalej ha-Təʾōmīm) sind zwei identische Bürotürme auf der Jabotinsky Straße im Diamantenbörsen-Viertel der Stadt Ramat Gan bei Tel Aviv, Israel. Sie haben je 14 Etagen und wurden 1991 bis 1994 gebaut.
Die Türme entstanden auf dem Gelände der Süßwarenfabrik Assis, welche November 1929 erbaut wurde. 1989 wurde die Süßwarenfabrik von einer Gruppe von privaten Investoren für eine symbolische Summe von 6 Millionen Dollar gekauft. Der Kauf erfolgte durch die Twin Towers Inc. und das Unternehmen Towers Holdings Inc. Die beiden Türme wurden durch das Architekturbüro Sivan Yaski geplant und gebaut. Sie verfügen über eine Fläche von 26.000 Quadratmetern.
Die Fronten der Gebäude haben reflektierende Glasfenster. Die beiden Türme teilen die Tiefgarage. Jeder der Türme hat zwei Eingänge: Einer von der Lobby (Etage E1) und einer aus Jabotinsky Straße (Etage E2). Zwischen den beiden Türmen befindet sich ein Raum mit einem Teich in der Mitte.